# Tiếp thị Đại hội Thể thao Đông Nam Á 2021
Tiếp thị Đại hội Thể thao Đông Nam Á 2021 là một chiến dịch dài hạn được bắt đầu khi thủ đô Hà Nội, Việt Nam giành được quyền đăng cai đại hội vào ngày 9 tháng 7 năm 2018.

## Biểu tượng

### Biểu trưng
Biểu trưng chính thức của Đại hội Thể thao Đông Nam Á và Đại hội Thể thao Người khuyết tật Đông Nam Á 2021 đã được công bố vào ngày 19 tháng 11 năm 2020 và do Hoàng Xuân Hiếu, giảng viên Khoa Sư phạm mỹ thuật Trường Đại học Nghệ thuật, Đại học Huế thiết kế với hình tượng "bàn tay tự hào". Theo tác giả, thiết kế "thể hiện hình ảnh đoàn kết đi lên của nền thể thao nước nhà, tình yêu hòa bình của Việt Nam".

### Khẩu hiệu

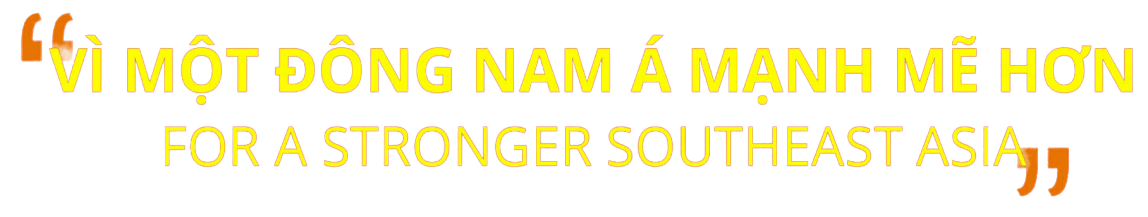
"Vì một Đông Nam Á mạnh mẽ hơn", khẩu hiệu chính thức của Đại hội Thể thao Đông Nam Á 2021.

Ngày 2 tháng 4 năm 2021, Tổng cục Thể dục Thể thao Việt Nam cho biết Bộ Văn hóa, Thể thao và Du lịch đã ra quyết định công nhận khẩu hiệu chính thức của Đại hội Thể thao Đông Nam Á và Đại hội Thể thao Người khuyết tật Đông Nam Á 2021 với tên tiếng Việt là "Vì một Đông Nam Á mạnh mẽ hơn" (tiếng Anh: For a stronger South East Asia). Cơ quan này cho biết ý nghĩa của khẩu hiệu là mong muốn truyền tải thông điệp tới chính phủ và người dân các quốc gia khu vực Đông Nam Á cùng nhau đoàn kết, xây dựng cộng đồng ASEAN hùng cường, phát huy mạnh mẽ hơn vai trò của ASEAN trên trường quốc tế.

### Linh vật

Một bản thiết kế linh vật Sao la ở định dạng 3D

Ngày 19 tháng 11 năm 2020, Ban tổ chức cuộc thi sáng tác biểu trưng, linh vật, bài hát chủ đề và khẩu hiệu của Đại hội Thể thao Đông Nam Á và Đại hội Thể thao Người khuyết tật Đông Nam Á 2021 đã tổ chức trao giải cho các tác phẩm đoạt giải. Theo Phó Tổng cục trưởng Thể dục Thể thao Lê Thị Hoàng Yến, ban tổ chức đã nhận được 1.467 bài dự thi sau gần hai năm tổ chức. Kết quả, họa sĩ Ngô Xuân Khôi giành giải nhất với tác phẩm Sao la ở cuộc thi sáng tác linh vật. Hai tác phẩm của Trần Hoài Đức, Tống Như Anh Khánh nhận giải khuyến khích.
Vào tháng 10 năm 2020, một cán bộ của Tổ chức Quốc tế về Bảo tồn Thiên nhiên tại Việt Nam (WWF) nói rằng từ khi Sao la được chọn làm linh vật, sức lan tỏa về loài thú quý hiếm này trong cộng đồng đã lớn gấp nhiều lần việc tuyên truyền vận động của tổ chức này trong hàng chục năm qua. Khi được hỏi sự kỳ vọng của mình về linh vật Sao la sẽ lan tỏa tinh thần bảo vệ động vật hoang dã như thế nào đối với giới trẻ, tác giả Ngô Xuân Khôi đã chia sẻ: "...Tôi tin những bạn trẻ sẽ hiểu nhiều hơn về con sao la [...], hiểu hơn những điều quý giá thiên nhiên ban tặng cho đất nước Việt Nam xanh tươi, đa dạng sinh học của chúng ta."

### Biểu tượng các môn thể thao
Vào tháng 2 năm 2022, trên mạng xuất hiện một số hình ảnh cách điệu, mô phỏng 40 môn tại Đại hội Thể thao Đông Nam Á 2021 thông qua linh vật đại hội là Sao la. Trước thông tin này, Minh Thư của Sở hữu trí tuệ đã viết: "BTC SEA Games 31 đã chính thức công bố biểu tượng các môn thể thao (Pictogram) ở kỳ đại hội lần này. Những biểu tượng của từng bộ môn được thiết kế thú vị, ấn tượng xung quanh hình ảnh của linh vật SEA Games 31 – Sao la." Tuy nhiên, ban tổ chức khẳng định đây là những hình ảnh bịa đặt, giả mạo. Họa sĩ Mai Nguyên đã chia sẻ: "Biểu tượng các môn thi của SEA Games theo thiết kế của ban tổ chức nhìn rất khác, không giống chút nào với biểu tượng các môn tại Olympic 2020. Chỉ có bản giả mạo mới giống Olympic. Như vậy có thể có kẻ xấu đã cố tình xuyên tạc thông tin làm ảnh hưởng đến SEA Games 31 do Việt Nam đăng cai".

## Bài hát chủ đề
Vào sáng ngày 28 tháng 2 năm 2022, tại Hội nghị Truyền thông Quốc tế SEA Games 31, ban tổ chức đã công bố bản nhạc mẫu cho bài hát chủ đề Đại hội Thể thao Đông Nam Á 2021, "Let's Shine" (tựa tiếng Việt: "Hãy tỏa sáng") do nhạc sĩ Huy Tuấn sáng tác và thể hiện bởi Tùng Dương. Ngày 20 tháng 3, chương trình Vinh quang Thể thao Việt Nam, trao thưởng và tôn vinh những vận động viên, huấn luyện viên tiêu biểu toàn quốc có nhiều đóng góp cho thể thao Việt Nam trong năm 2021 đã được tổ chức tại Trung tâm Huấn luyện Thể thao Quốc gia Hà Nội. Tại chương trình, ca sĩ Tùng Dương và Văn Mai Hương đã thể hiện bản live demo của ca khúc chủ đề.
Ngày 30 tháng 3, phiên bản lyrics video bài hát của Đại hội Thể thao Đông Nam Á 2021 đã được ra mắt chính thức. Tham gia trong ca khúc là các ca sĩ Tùng Dương, Hồ Ngọc Hà, Văn Mai Hương, Isaac và rapper Nguyễn Đức Cường (Đen Vâu). Nhạc sĩ Huy Tuấn cho biết, do các ca sĩ ở các vùng miền khác nhau nên việc thu âm bài hát được tiến hành tại ba nơi: Isaac và Tùng Dương thu âm ở Hà Nội; Văn Mai Hương và Hồ Ngọc Hà thu âm ở Thành phố Hồ Chí Minh, Đen Vâu thu âm ở Quảng Ninh. Sau đó các bản ghi âm được phối lại ở Thành phố Hồ Chí Minh để hoàn chỉnh bài hát. Hồng Linh của Khoa học & Đời sống đã viết: "Điểm nhấn của bài hát chính là phần ca từ mang thông điệp thể hiện được niềm tự hào về đất nước, con người Việt Nam, niềm vinh quang, tinh thần thể thao cao đẹp, thúc đẩy sự vươn lên của tuổi trẻ, cùng tỏa sáng, hòa nhập vào sự phát triển, đoàn kết, thân thiện với bạn bè quốc tế."
Bản video âm nhạc (MV) của ca khúc, được ghi hình tại các tỉnh thành ở Bắc Bộ, Trung Bộ, Tây Nguyên và Nam Bộ, đã được phát hành vào ngày 18 tháng 4 năm 2022 qua hệ thống kênh chính thức của SEA Games 31. Lấy cảm hứng từ những khoảnh khắc đáng nhớ của kỳ SEA Games đầu tiên tại Việt Nam năm 2003, MV giúp người xem tái hiện và sống lại trong niềm vinh quang của sự kiện thể thao lịch sử, qua đó mở ra bức tranh về một Việt Nam trước thềm SEA Games 31. Ngoài ra, MV "Let's Shine" cũng được lấy cảm hứng từ những danh lam thắng cảnh nổi tiếng và đặc trưng của nước chủ nhà, kết hợp với tinh thần đoàn kết của khối Đông Nam Á.

## Tài trợ
Có 4 hạng nhà tài trợ cho Đại hội Thể thao Đông Nam Á 2021. Các nhà tài trợ kim cương đã đóng góp hơn 10 tỷ đồng (438.000 USD) tiền mặt hoặc sản phẩm hoặc dịch vụ trị giá 13 tỷ đồng (569.000 USD). Các nhà tài trợ bạch kim đóng góp 5-10 tỷ đồng tiền mặt hoặc 8-13 tỷ đồng sản phẩm, dịch vụ. Các nhà tài trợ vàng đóng góp 3-5 tỷ đồng tiền mặt hoặc sản phẩm, dịch vụ trị giá 6-8 tỷ đồng. Đối tác tài trợ đóng góp tiền mặt dưới 3 tỷ đồng hoặc sản phẩm, dịch vụ trị giá dưới 6 tỷ đồng.. Vietcontent là nhà tài trợ chính của Đại hội.
Cho đến nay, đã có tổng cộng 23 nhà tài trợ, trong đó có 7 nhà tài trợ kim cương, 2 nhà tài trợ bạch kim, 2 nhà tài trợ vàng và 12 đơn vị đồng hành đã cam kết đóng góp cho Đại hội Thể thao Đông Nam Á 2021.
| Tài trợ Đại hội Thể thao Đông Nam Á 2021 | Tài trợ Đại hội Thể thao Đông Nam Á 2021 |
| Hạng                                     | Nhà tài trợ |
| ---------------------------------------- | --- |
| Kim cương                                | Ajinomoto, Động Lực, Jogarbola, Heineken Việt Nam (Bia Việt), Bia Sài Gòn, Stavian Chemical, VNPT |
| Bạch kim                                 | Nestlé (Milo), Digiticket, Trường Sinh Group |
| Vàng                                     | Medicon (TrueLine), Suntory PepsiCo Việt Nam (Revive) |
| Đồng hành                                | Biorgónicos Robech (Exmicror), Hahalolo, OrgaFood, Bảo Việt (Bao Viet Insurance), Hero World, Heron Lake Golf Course (Sân Golf Đầm Vạc), Hanaka Group, Vietravel Airlines, Thinh Long INTRA.,JSC (Khẩu trang N95), TikTok, Viettel Telecom (TV360), TVU Networks |